# Gesetz über die Zulassung zur Rechtsanwaltschaft
Durch das Gesetz über die Zulassung zur Rechtsanwaltschaft vom 7. April 1933 sollte die Zulassung jüdischer Rechtsanwälte zurückgenommen werden. Viele von ihnen erfüllten jedoch die Voraussetzungen einer vom Reichspräsidenten Paul von Hindenburg verlangten und im Gesetz verankerten Ausnahmeregelung („Frontkämpferprivileg“), so dass ein von den Antisemiten unvorhergesehen großer Teil der jüdischen Anwälte ihren Beruf bis 1938 weiter ausüben konnte.
Das Gesetz steht in engem inhaltlichen Zusammenhang mit dem Gesetz zur Wiederherstellung des Berufsbeamtentums gleichen Datums.

## Ausgangssituation
Der Anteil der Juden an der deutschen Bevölkerung betrug im Jahre 1930 rund 0,76 Prozent. Im öffentlichen Dienst waren Juden unterrepräsentiert, in freien Berufsgruppen wie bei Kaufleuten, Ärzten und Rechtsanwälten war ihr Anteil wesentlich größer als an der Gesamtbevölkerung. Von den rund 19.500 zugelassenen Rechtsanwälten waren 4.394 jüdischer Abstammung (rund 22 %); in den Großstädten wie Hamburg hatten 1933 rund 32, in Berlin rund 60 % der Rechtsanwälte mindestens einen jüdischen Großelternteil.

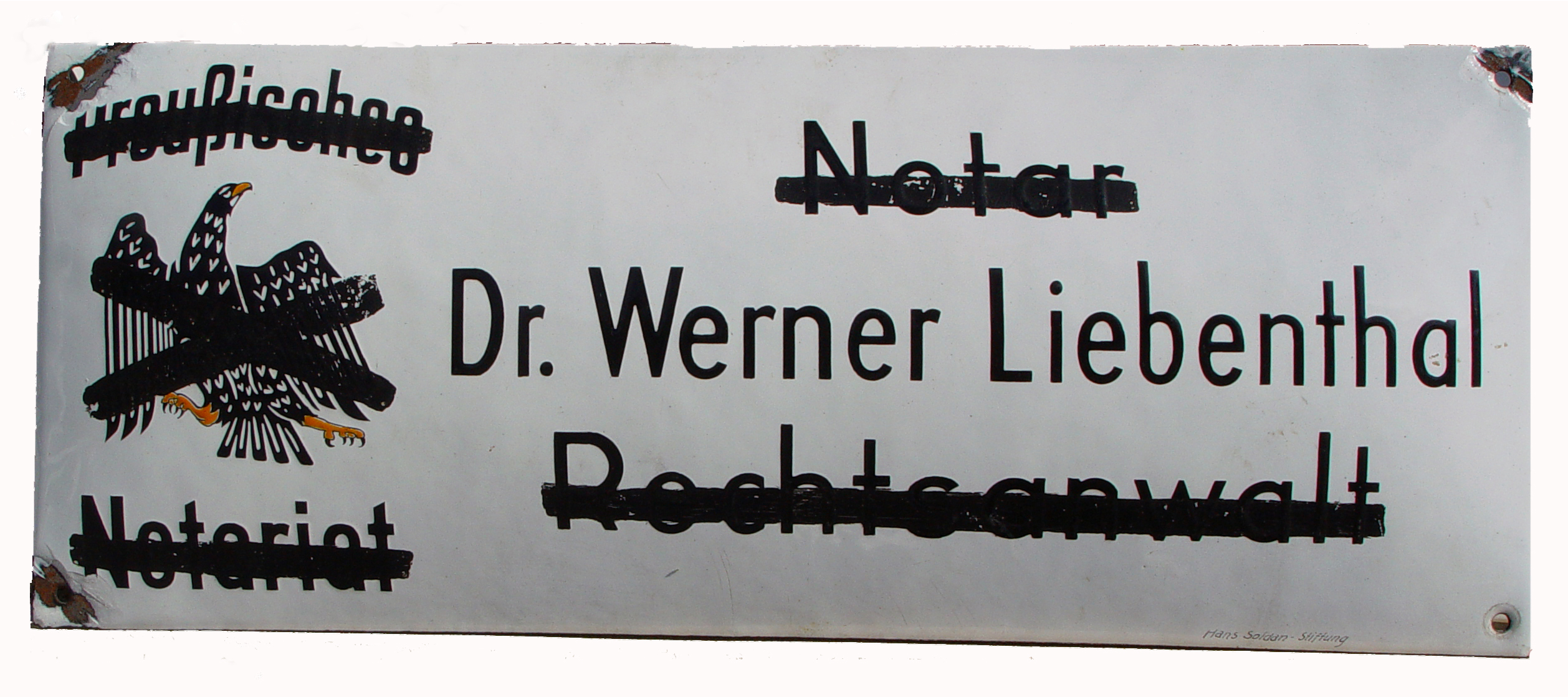
Preußisches Notariat von Werner Liebenthal in der Martin-Luther-Straße (Berlin) nach dem Judenboykott 1933

Bereits Anfang März 1933 begannen SA und Stahlhelm in „spontanen Aktionen“ örtliche Gerichte zu besetzen, mitwirkende jüdische Richter und Rechtsanwälte bei laufenden Gerichtsverfahren zu stören und Vertagungen zu erzwingen. Der Bund Nationalsozialistischer Deutscher Juristen forderte, dass „alle Juden restlos aus jeder Form des Rechtslebens heraus müssen“, und wollte sich damit der auch als Anhänger der Republik, engagierte Demokraten, Sozialisten oder Pazifisten verhassten Konkurrenten entledigen. Auf den „Druck von unten“, der durch tumultartige Übergriffe und gelenkte Pressekampagnen erzeugt wurde, reagierte Hanns Kerrl als Reichskommissar für das preußische Justizministerium am 31. März durch eine Anordnung, nach der alle jüdischen Staatsanwälte und Rechtsanwälte umgehend Urlaubsgesuche einzureichen hätten.
Der Judenboykott vom 1. April 1933 richtete sich auch gegen Rechtsanwälte und Richter. Noch am 31. März 1933 plante Franz Schlegelberger lediglich, die Neuzulassungen von jüdischen Anwälten einzuschränken. Da Preußen, Bayern und Baden jedoch schon umfassendere Regelungen umsetzten, einigte man sich auf ein reichseinheitliches Vorgehen. Das Gesetz wurde am 7. April 1933 beschlossen und am 10. April verkündet.

## Inhalt des Gesetzes
„Nichtarischen“ Rechtsanwälten (auch mit nur einem jüdischen Großelternteil) konnte die Zulassung zum 30. September 1933 entzogen werden. Von dieser Bestimmung ausgenommen wurden Rechtsanwälte, die bereits seit dem 1. August 1914 zugelassen waren oder durch das Frontkämpferprivileg geschützt waren. Neuzulassungen konnten auch dieser Gruppe versagt werden.
Auch Personen, die „sich im kommunistischen Sinne betätigt“ hatten, verloren ihre Zulassung; Neuzulassungen waren ausgeschlossen.

## Unmittelbare Folgen
Durch dieses Gesetz verloren zum Beispiel in Preußen etwa 1084 jüdische Rechtsanwälte ihre Zulassung. In einer Durchführungsverordnung vom 1. Oktober 1933 wurde den in den dortigen Oberlandesgerichtsbezirken verbliebenen 2009 jüdischen Kollegen zunächst der „volle Genuss der Berufsrechte“ zugesichert. Andererseits wurde von den Rechtsanwaltskammern der berufliche Verkehr mit ausgeschlossenen jüdischen Rechtsanwälten als standeswidrig geahndet und ihre Beschäftigung unterbunden.
Durch das Gesetz waren auch „Vierteljuden“ vom Berufsverbot betroffen. Diese Definition „nichtarisch“ anstelle von „Jude“ war weitaus umfassender als die später nach den Nürnberger Gesetzen getroffene Regelung, bei der Personen mit nur einem jüdischen Großelternteil den „Deutschblütigen“ gleichgestellt wurden.

## Spätere Folgen
Als Folge des auf dem Nürnberger Parteitag 1935 erlassenen Reichsbürgergesetzes wurden zunächst alle nach der Ausnahmeregelung im Gesetz zur Wiederherstellung des Berufsbeamtentums noch im Amt belassenen Richter und Staatsanwälte in den Ruhestand versetzt. Eine anderweitige berufliche Tätigkeit wurde ihnen durch ein Rechtsberatungsgesetz verschlossen; Studenten durften nicht bei jüdischen Repetitoren lernen. Die jüdischen Rechtsanwälte, die oftmals wegen der Ausnahmebestimmungen ihre Zulassung behalten hatten, blieben hingegen von einem Berufsverbot weiter verschont.
Anfang 1938 gab es unter den im Reich zugelassenen 17.360 Rechtsanwälten noch 1.753 Juden. Mit der „Fünften Verordnung zum Reichsbürgergesetz“ vom 27. September 1938 wurde jedoch deren Zulassung zum 30. November 1938 aufgehoben; für Österreich galten Übergangs- und Ausnahmeregelungen. Zugelassen wurden 172 von ihnen als „jüdische Konsulenten“, die allein zur Vertretung von Juden befugt waren.
Die Konsulenten erhoben Gebühren für Rechnung einer Ausgleichsstelle, die nach Abzug von Vergütungen und Kosten jederzeit widerrufliche Unterhaltszuschüsse an einige ausgeschiedene jüdische Rechtsanwälte auszahlte, so dass diese ihr Anrecht auf öffentliche Wohlfahrt verloren.
Ähnliche Regelungen, die einem Berufsverbot gleichkamen, ergingen für Steuerberater und Patentanwälte. Zusammen mit dem Reichsbürgergesetz wurde dieses Gesetz durch das Alliierte Kontrollratsgesetz Nr. 1 vom 20. September 1945 aufgehoben.